# خورلوگین بایانمونخ
خورلوگین بایانمونخ (مغولی: Хорлоогийн Баянмөнх؛ زادهٔ ۲۲ فوریهٔ ۱۹۴۴) کشتی‌گیر اهل مغولستان بود.